# Anansus aowin
Espèce
Anansus aowin est une espèce d'araignées aranéomorphes de la famille des Pholcidae.

## Distribution
Cette espèce est endémique de Côte d'Ivoire. Elle se rencontre vers Appouasso.

## Description
Le mâle holotype mesure 1,04 mm.

## Étymologie
Son nom d'espèce lui a été donné en référence au peuple Aowin.

## Publication originale
- Huber, 2007 : Two new genera of small, six-eyed pholcid spiders from West Africa, and first record of Spermophorides for mainland Africa (Araneae: Pholcidae). Zootaxa, no 1635, p. 23-43.